# Makhdoom Amin Fahim
Makhdoom Amin Fahim (sindhi: مخدوم امين فھيم) (urdu: مخدوم امین فہیم, ur. 4 sierpnia 1939, zm. 21 listopada 2015 w Karaczi) – pakistański działacz polityczny.

## Życiorys
Był wiceprzewodniczącym Pakistańskiej Partii Ludowej i liderem partii w Zgromadzeniu Narodowym. Z zawodu rolnik. W przeszłości zajmował stanowisko ministra dochodów w stanie Sindh. W czasie rządów Benazir Bhutto był dwukrotnie ministrem federalnym, w 1988 oraz w 1994. Makhdoom Amin Fahim był wymieniany jako jeden z ewentualnych następców Bhutto, po jej śmierci w zamachu 27 grudnia 2007.